# Манагуа (департамент)
Манагуа (на испански: Managua) е един от 15-те департамента на Никарагуа. Манагуа е с население от 1 534 218 жители (по приблизителна оценка от юни 2019 г.) и обща площ от 3465 км². Манагуа е разделен на 9 общини. Столицата на департамента е едноименния град Манагуа.